# Toutlemonde
Toutlemonde (Aussprache [tuləmɔ̃d], wörtlich ins Deutsche übersetzt: jeder, jede oder jedermann) ist eine französische Gemeinde mit 1.316 Einwohnern (Stand: 1. Januar 2022) im Département Maine-et-Loire in der Region Pays de la Loire. Sie gehört zum Arrondissement Cholet und ist Mitglied im Gemeindeverband Cholet Agglomération. Die Einwohner werden Toutlemondais und Toutlemondaises genannt.

## Geografie

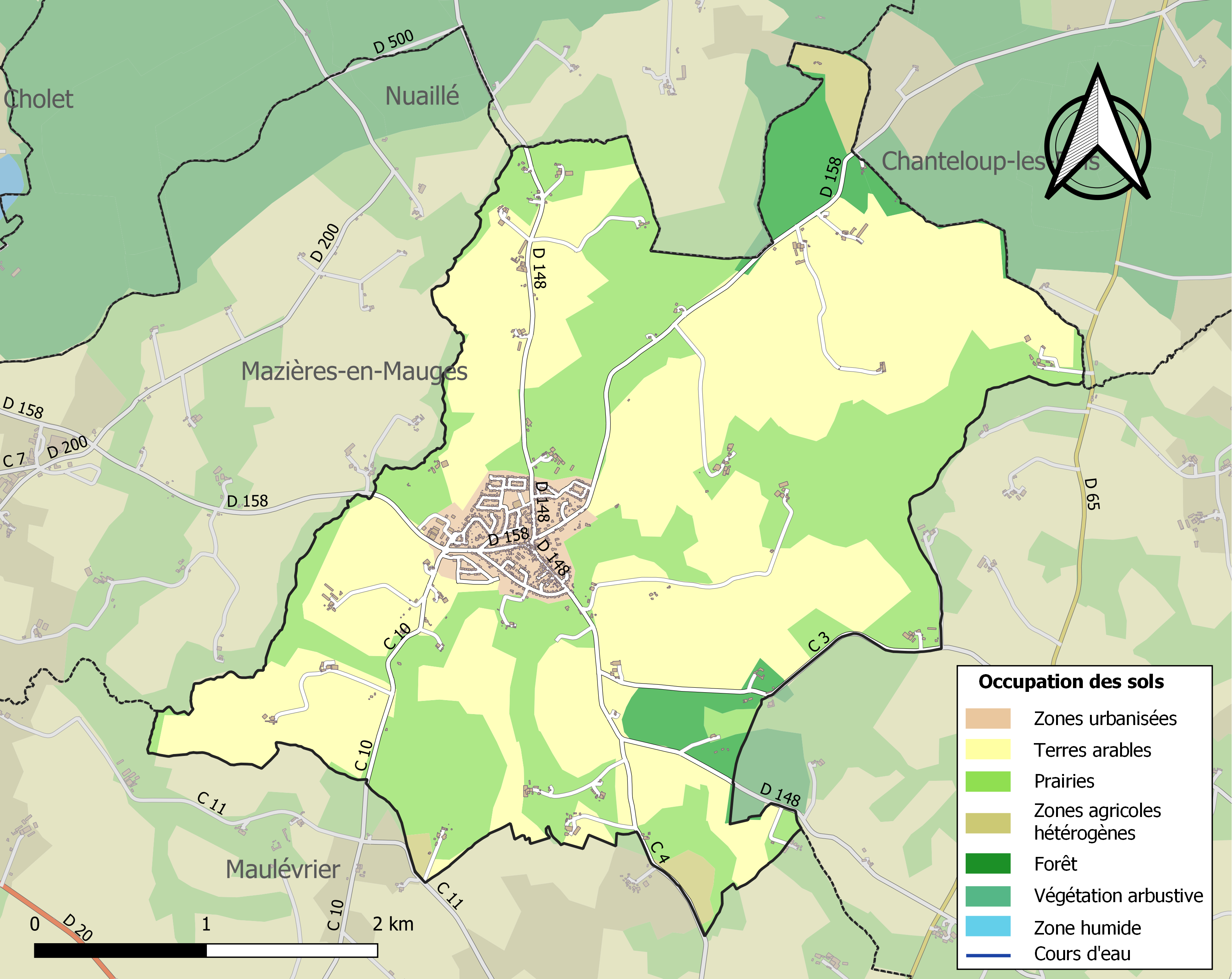
Bodennutzung und Infrastruktur der Gemeinde (2018)

Toutlemonde liegt etwa 8,5 Kilometer östlich von Cholet und etwa 49 Kilometer südsüdwestlich von Angers in der Région naturelle Mauges, historisch gesehen, im Südwesten der Provinz Anjou. Die Gemeinde befindet sich im Einzugsgebiet der Loire auf etwa 135 m Höhe und wird vom Flüsschen Trézon, vom Ruisseau de la Haie de Rez, vom Ruisseau de la Fardellerie, vom Ruisseau de la Coussaie, vom Ruisseau du Pinier und verschiedenen kleineren Bächen entwässert. Der Trézon durchquert das Gemeindegebiet von Ost nach West, der Ruisseau de la Fardellerie begrenzt es im Westen. Der Étang de la Challoire ist ein kleiner See im Zentrum.
Teile des Gebiets von Toutlemondes gehören zu den ZNIEFF-Naturzonen „Massif forrestier de Nuaille-Chanteloup“ (520004464) und „Étang de la Challoire“ (520220075). Etwa 90 % der Fläche der Gemeinde werden landwirtschaftlich genutzt, etwa 5 % sind bewaldet.
Umgeben wird Toutlemonde von den Nachbargemeinden Nuaillé im Norden und Nordwesten, Chanteloup-les-Bois im Nordosten, Yzernay im Osten und Südosten, Maulévrier im Süden sowie Mazières-en-Mauges im Westen.

## Geschichte
Die Existenz von "Toutlemonde" wird im 15. Jahrhundert bestätigt. Zu dieser Zeit war ein Weiler mit wenigen Haushalten, die an das Lehen von La Crilloire gebunden waren, selbst abhängig von der Gemeinde Saint-Hilaire-des-Échaubrognes im Poitou, mehr als acht Kilometern entfernt. Die Seigneurs von La Crilloire besaßen eine Burg, eine Kapelle und einen Friedhof.
In der Hoffnung, ihre Autonomie zu erhalten, begrüßten die Toutlemondais im Jahr 1789 die Französische Revolution zuerst mit Begeisterung. Aber sie gaben schnell ihre Illusionen auf, als sie sehen, dass sie ihren Glauben betraf. Im Frühjahr 1793 schlossen sich rund 150 Toutlemondais den rund 8000 bis 10.000 Männern an, angeführt von Stofflet, die gegen die Republikaner gesammelt wurden. Dies war der Beginn des Aufstands der Vendée, der viele Opfer in beiden Lagern brachte. Die Burg La Crilloire wurde am 17. April 1793 zerstört. Heute bleibt nur der Wassergraben an einem Ort namens "Le vieux château" und dem ehemaligen Haus des Kaplans in "La Cure". Am 29. Januar 1794 brandschatzten die Höllenkolonnen von General Caffin die Überreste der Burg und das Dorf Toutlemonde und massakrierten die Bewohner. Vom Dorf blieb nur die Kapelle Saint Hilaire, die 1965 zu einer Gemeindehaus wurde, und das kleine Oratorium.
Am 3. Juli 1843 wurde Toutlemonde als eigenständige Pfarrei eingesetzt. Die Kirche wurde zwölf Jahre später gebaut. Nach einem Gesetz vom 2. Februar 1864 wurde Toutlemonde am 17. Februar 1864 schließlich als selbständige Gemeinde offiziell bestätigt. Zusätzlich zum ursprünglichen Gebiet wurde die neue Gemeinde mit Land der Nachbargemeinden Yzernay und Maulévrier erweitert.

## Bevölkerungsentwicklung

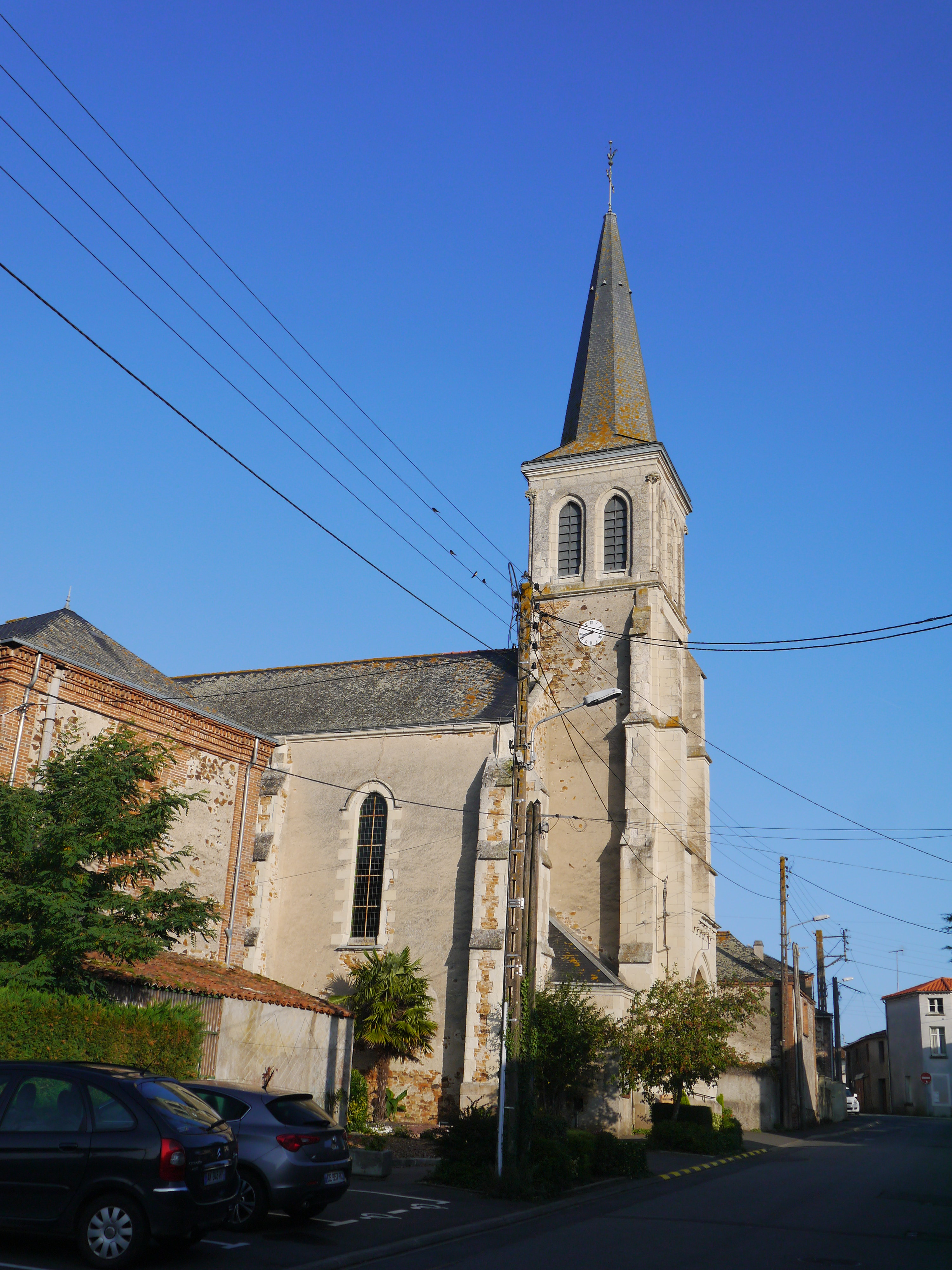
Pfarrkirche Notre-Dame-de-la-Nativité

| Toutlemonde: Einwohnerzahlen von 1866 bis 2020                                                                             | Toutlemonde: Einwohnerzahlen von 1866 bis 2020 | Toutlemonde: Einwohnerzahlen von 1866 bis 2020 | Toutlemonde: Einwohnerzahlen von 1866 bis 2020 | Toutlemonde: Einwohnerzahlen von 1866 bis 2020 |
| --- | ---------------------------------------------- | ---------------------------------------------- | ---------------------------------------------- | ---------------------------------------------- |
| Jahr |                                                |                                                |                                                | Einwohner                                      |
| 1866 | 1866                                           |                                                | 646                                            | 646                                            |
| 1872 | 1872                                           |                                                | 622                                            | 622                                            |
| 1876 | 1876                                           |                                                | 614                                            | 614                                            |
| 1881 | 1881                                           |                                                | 626                                            | 626                                            |
| 1886 | 1886                                           |                                                | 627                                            | 627                                            |
| 1891 | 1891                                           |                                                | 582                                            | 582                                            |
| 1896 | 1896                                           |                                                | 567                                            | 567                                            |
| 1901 | 1901                                           |                                                | 565                                            | 565                                            |
| 1906 | 1906                                           |                                                | 564                                            | 564                                            |
| 1911 | 1911                                           |                                                | 515                                            | 515                                            |
| 1921 | 1921                                           |                                                | 510                                            | 510                                            |
| 1926 | 1926                                           |                                                | 467                                            | 467                                            |
| 1931 | 1931                                           |                                                | 451                                            | 451                                            |
| 1936 | 1936                                           |                                                | 445                                            | 445                                            |
| 1946 | 1946                                           |                                                | 475                                            | 475                                            |
| 1954 | 1954                                           |                                                | 513                                            | 513                                            |
| 1962 | 1962                                           |                                                | 514                                            | 514                                            |
| 1968 | 1968                                           |                                                | 544                                            | 544                                            |
| 1975 | 1975                                           |                                                | 630                                            | 630                                            |
| 1982 | 1982                                           |                                                | 836                                            | 836                                            |
| 1990 | 1990                                           |                                                | 973                                            | 973                                            |
| 1999 | 1999                                           |                                                | 958                                            | 958                                            |
| 2006 | 2006                                           |                                                | 1.112                                          | 1.112                                          |
| 2013 | 2013                                           |                                                | 1.208                                          | 1.208                                          |
| 2020 | 2020                                           |                                                | 1.316                                          | 1.316                                          |
| Quelle(n): EHESS/Cassini bis 1999, INSEE ab 2006 Anmerkung(en): Ab 1962 offizielle Zahlen ohne Einwohner mit Zweitwohnsitz |                                                |                                                |                                                |                                                |

## Sehenswürdigkeiten
- Pfarrkirche Notre-Dame-de-la-Nativité von 1855
- Kapelle Saint-Hilaire aus dem 15./16. Jahrhundert
- Kapelle Notre-Dame-de-l’Arceau, 1626 erbaut
- Burgruine La Crilloire
- Ruine der Windmühle

## Verkehr
Toutlemonde liegt abseits größerer Verkehrsachsen. Die Departementsstraßen D 148, D 158 und lokale Landstraßen verbinden das Zentrum mit den Weilern und den Nachbargemeinden. Eine Buslinie der Transportgesellschaft Choletbus des Gemeindeverbands verbindet die Gemeinde mit Cholet und mit La Plaine.